# Lumina Lunii

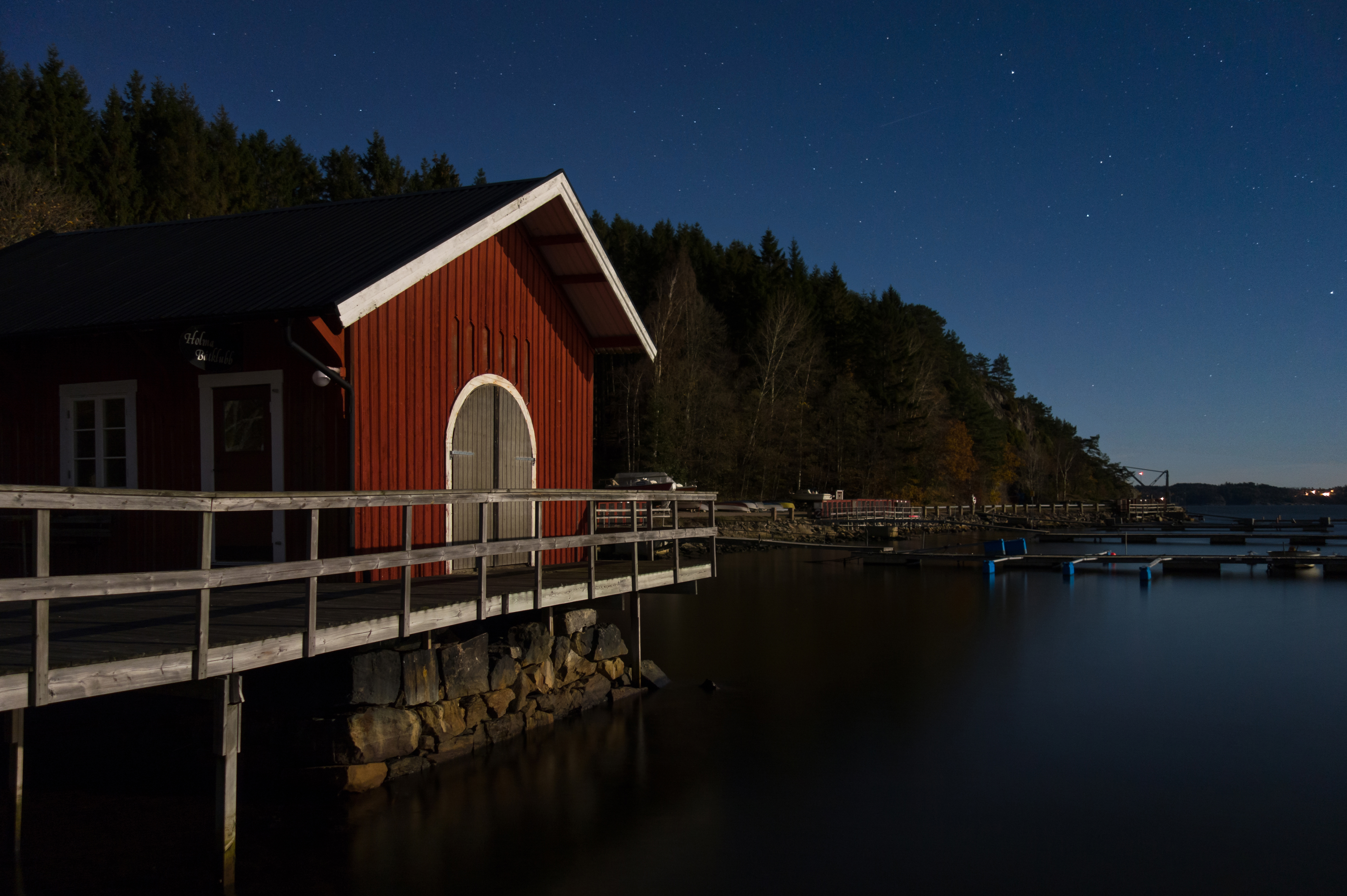
Luna luminează un club de bărci din Holma, Suedia.

Lumina Lunii este formată în mare parte din lumina Soarelui (cu puțin din lumina Pământului) reflectată de părți din suprafața Lunii, atinse de lumina Soarelui.

## Iluminare
Intensitatea luminii Lunii variază foarte mult în funcție de faza, dar chiar și Luna plină oferă de obicei, doar aproximativ 0,05–0,1 lucși. Atunci când Luna este la perigeu și vizualizată în jurul culminației superioare de la tropice, iluminarea poate ajunge 0.32 lucși. Luna plină are o luminozitate de numai aproximativ o milionime din cea a Soarelui.

Culoarea luminii Lunii, în special în apropierea Lunii pline, apare albastră pentru ochiul uman, comparativ cu cele mai multe surse de lumină artificială din cauza efectului Purkinje. Lumina Lunii nu este, de fapt, colorată albastru, și, deși lumina Lunii este adesea menționată ca "argintie", nu are nici culori argintii. Albedo-ul Lunii este 0,136, însemnând că doar 13,6% din lumina soarelui este reflectată de Lună. Lumina Lunii, în general, împiedică vizualizări astronomice, așa că astronomii de obicei evita sesiunile de observare în perioadele din apropierea Lunii pline. Este nevoie de aproximativ 1.26 secunde pentru ca lumina Lunii să ajungă pe suprafata Pământului. 

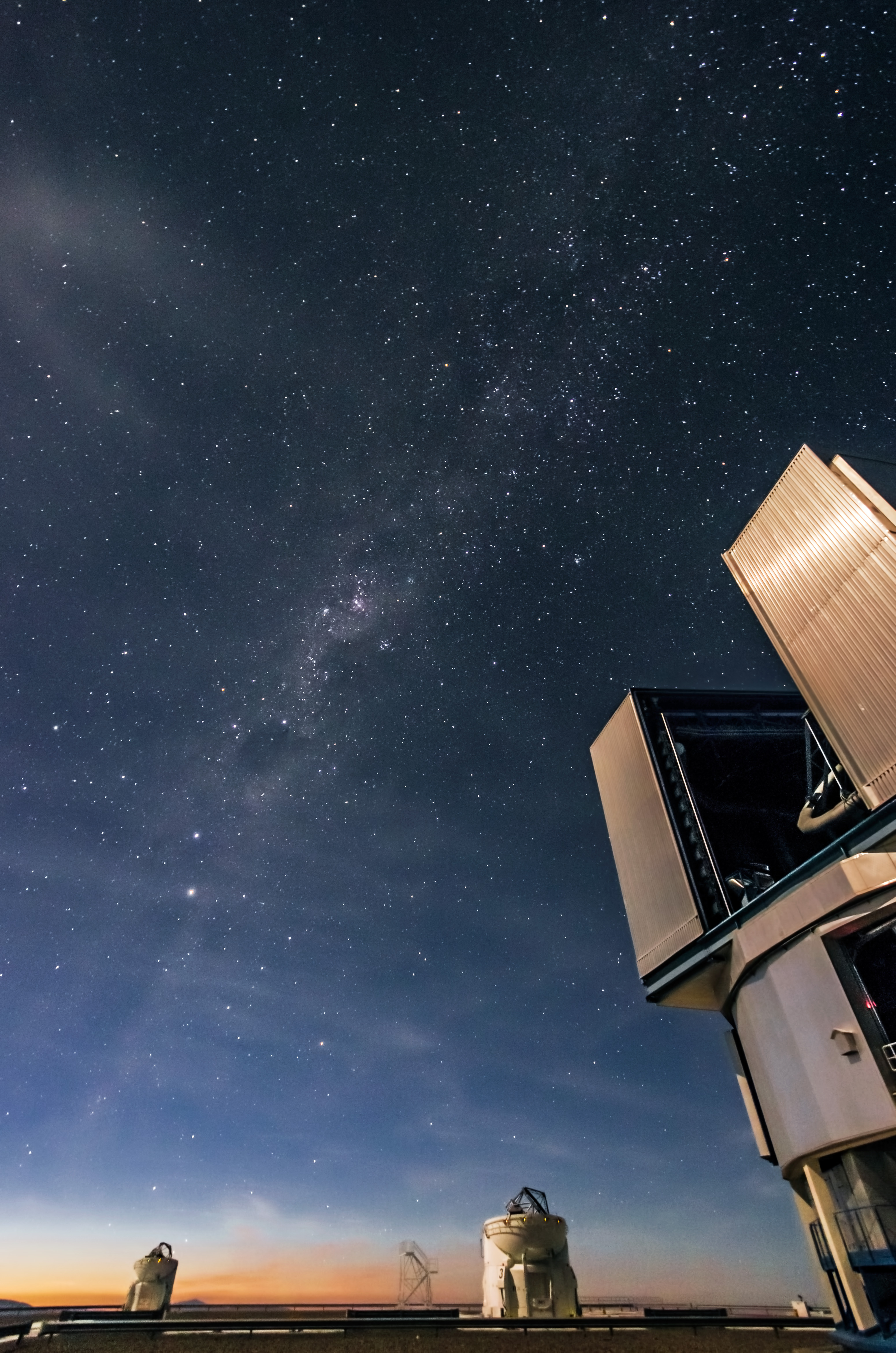
Lumina Lunii strălucește pe Very Large Telescope.
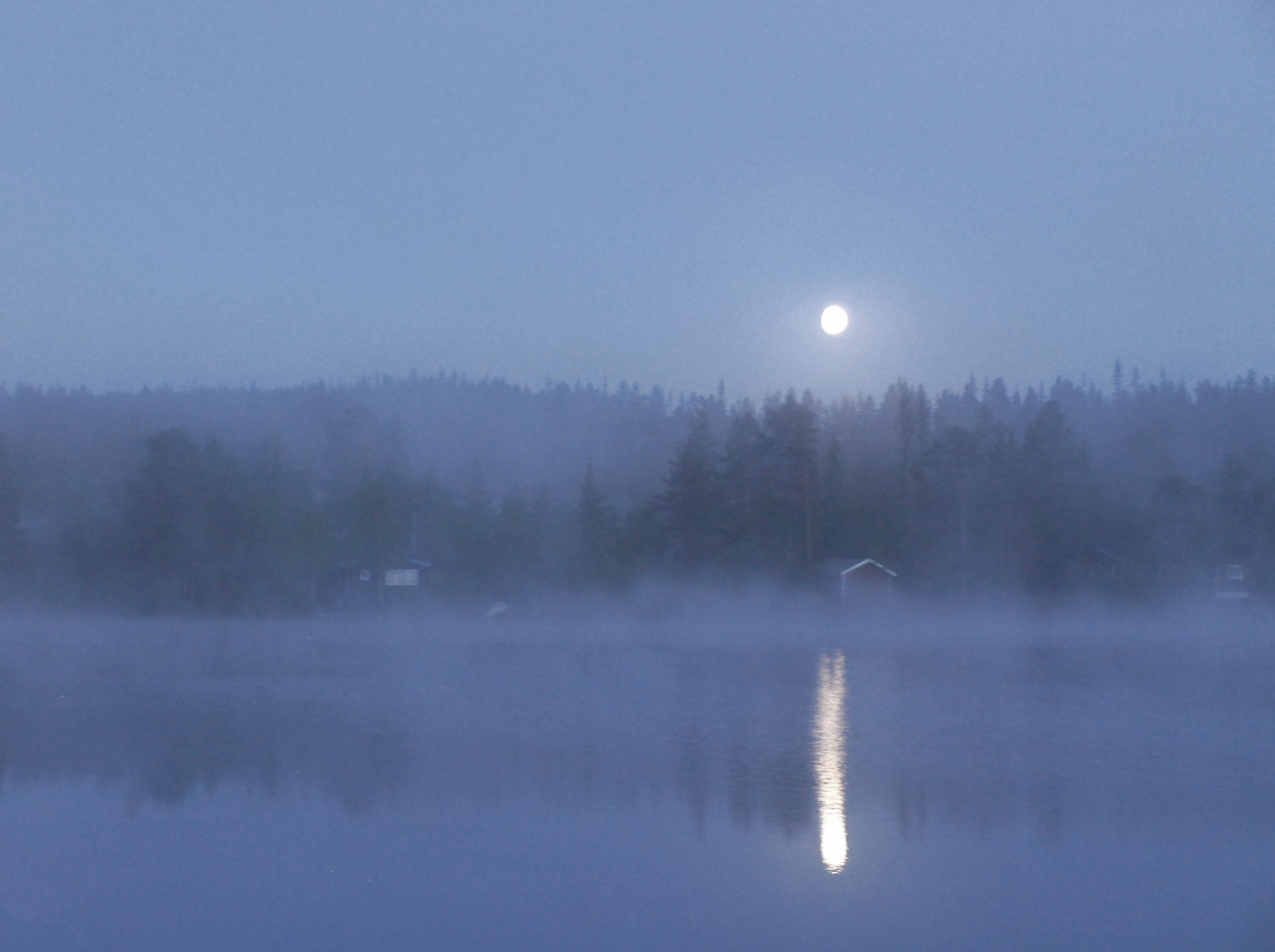
Lumina Lunii luminează un lac și împrejurimile sale.
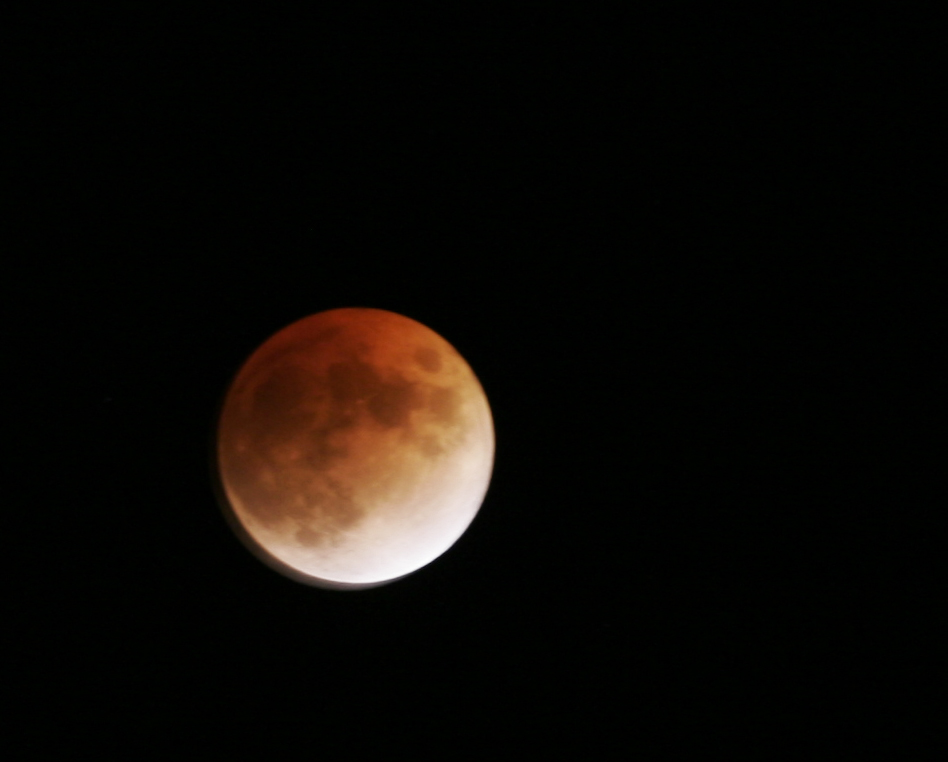
În timpul unei eclipse de Lună, Luna este colorată în roșu de către lumina indirectă a Soarelui, care apare în atmosfera Pământului dispersată și refractată.
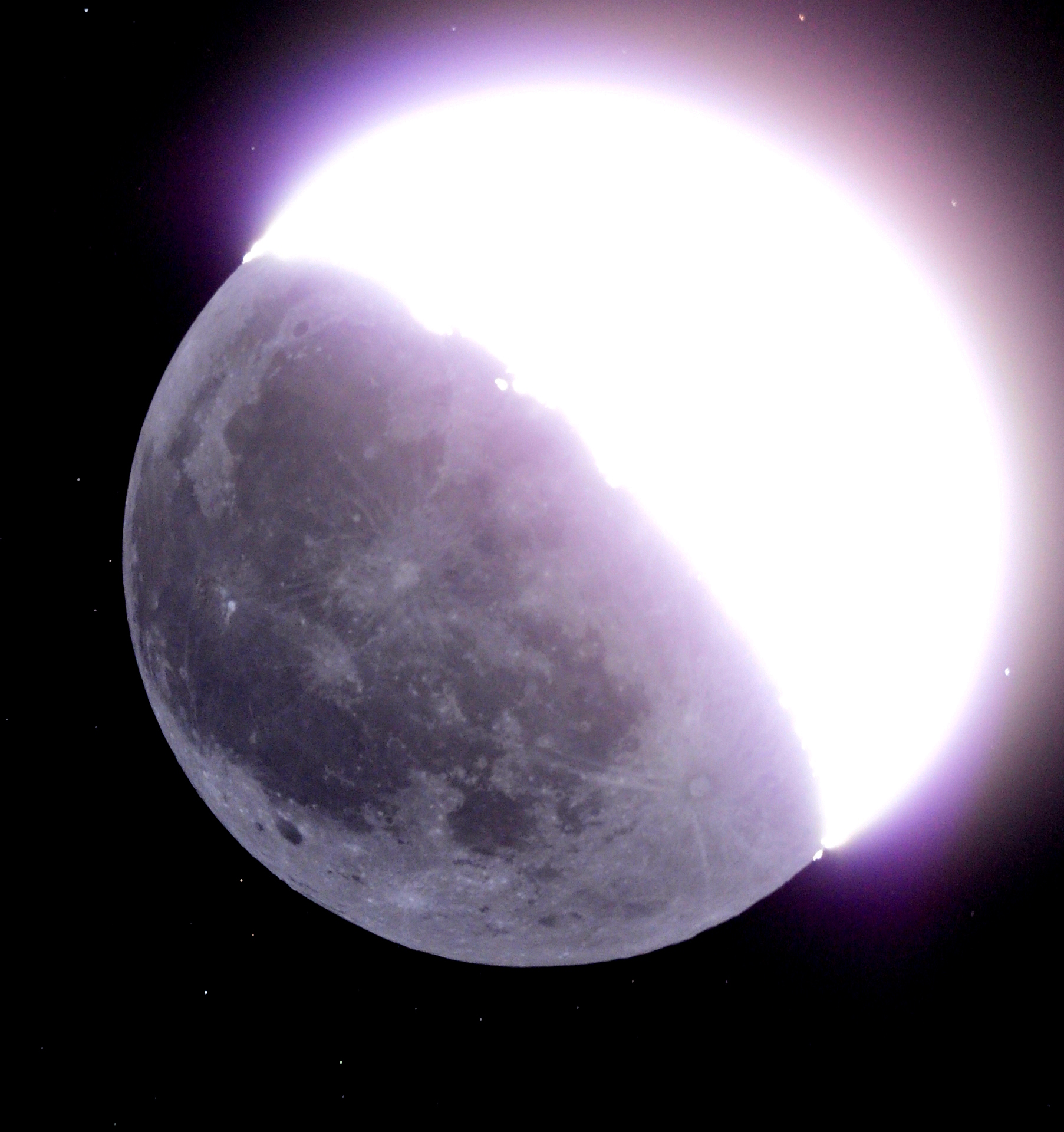
Lumina Pământului (lumina indirectă a Soarelui reflectată de Pământ) luminează partea întunecată a Lunii, în timp ce lumina directă a Soarelui luminează partea strălucitoare.
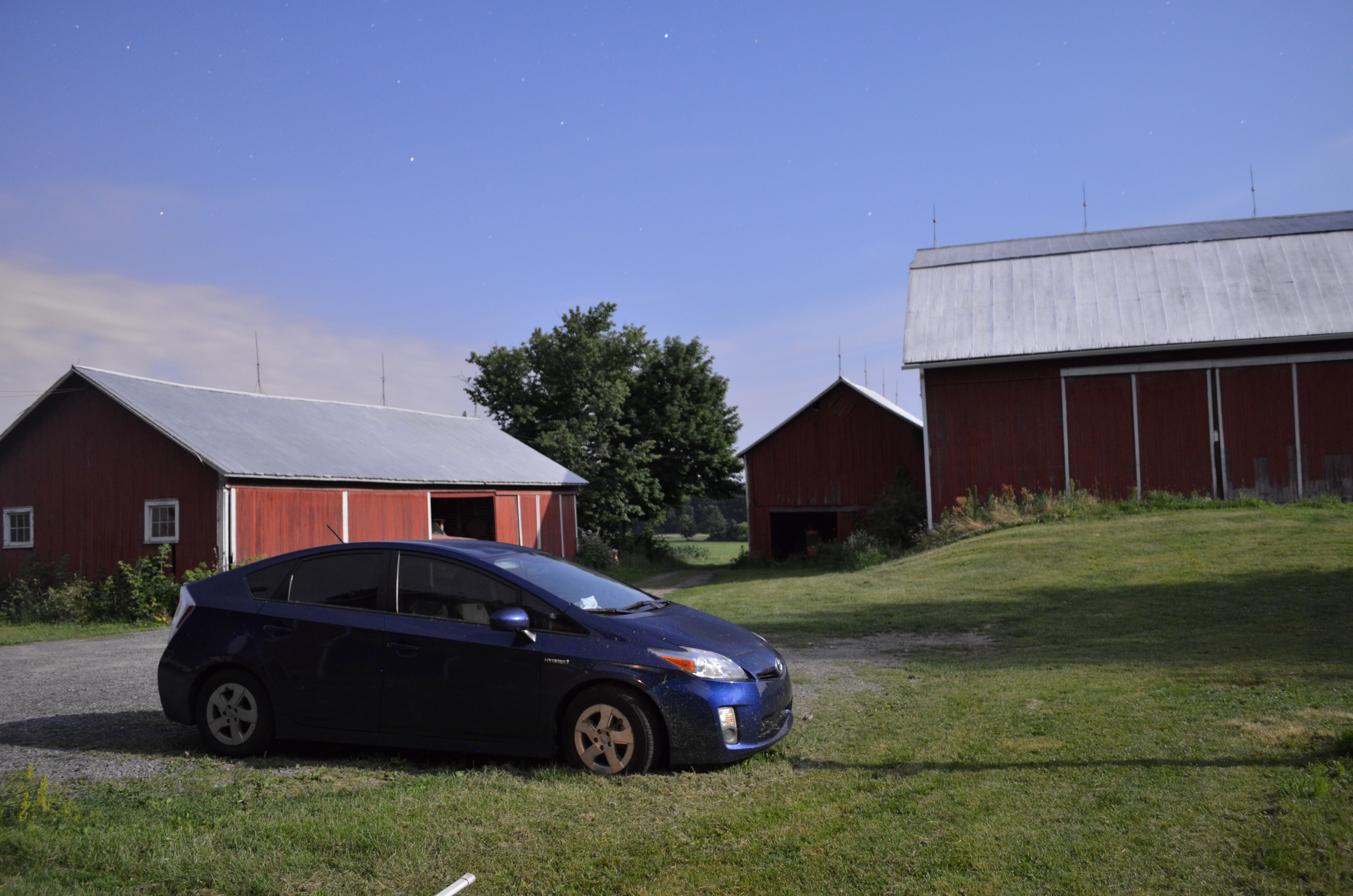
Cu setările manuale ale expunerii fotografice, fotografiile făcute în lumina Lunii nu par cu mult diferite de cele făcute la lumina zilei.

## Folclor
În folclor, lumina Lunii are, uneori, o influență dăunătoare. De exemplu, dormind în lumina Lunii pline într-o anumită noapte se spunea că transformă o persoană într-un vârcolac. Despre lumina Lunii se credea că agravează simptomele celor nebuni, și cineva ar putea orbi sau ar putea să înnebunească dacă ar dormi în lumina Lunii. Nictalopia (orbirea cauzată de lipsa vitaminei A) a fost considerat că ar fi cauzată de dormitul în lumina Lunii la tropice.
„Orbirea din cauza luminii Lunii” este un nume pentru „equine recurrent uveitis”. Lumina lunii nu mai este considerată a fi cauza acesteia.
În secolul 16, montmilch, un precipitat alb moale de calcar găsit în peșteri, a fost considerat să fie cauzat de razele lunii.

## Lumina Lunii în artă

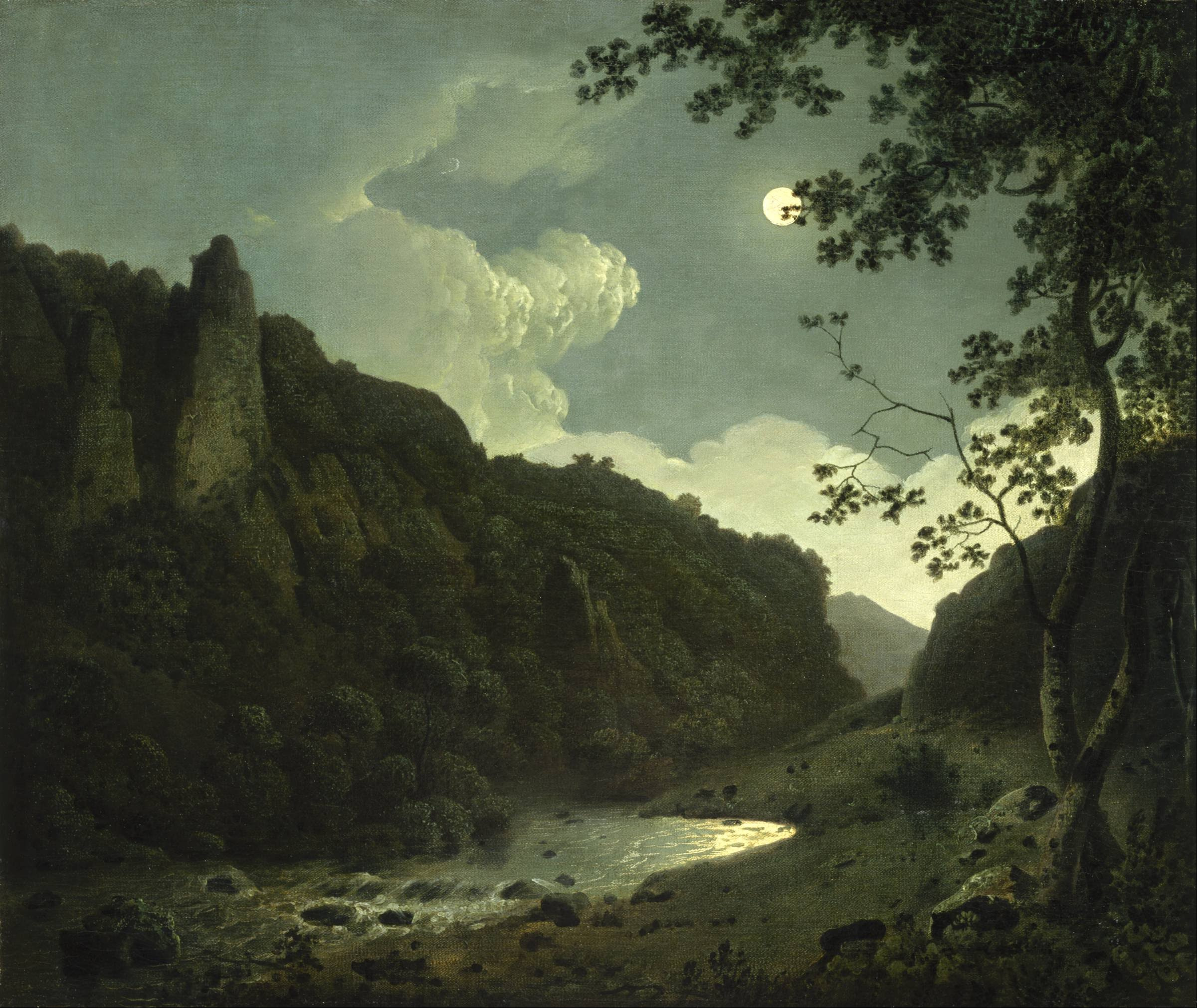
Dovedale by Moonlight de Joseph Wright of Derby
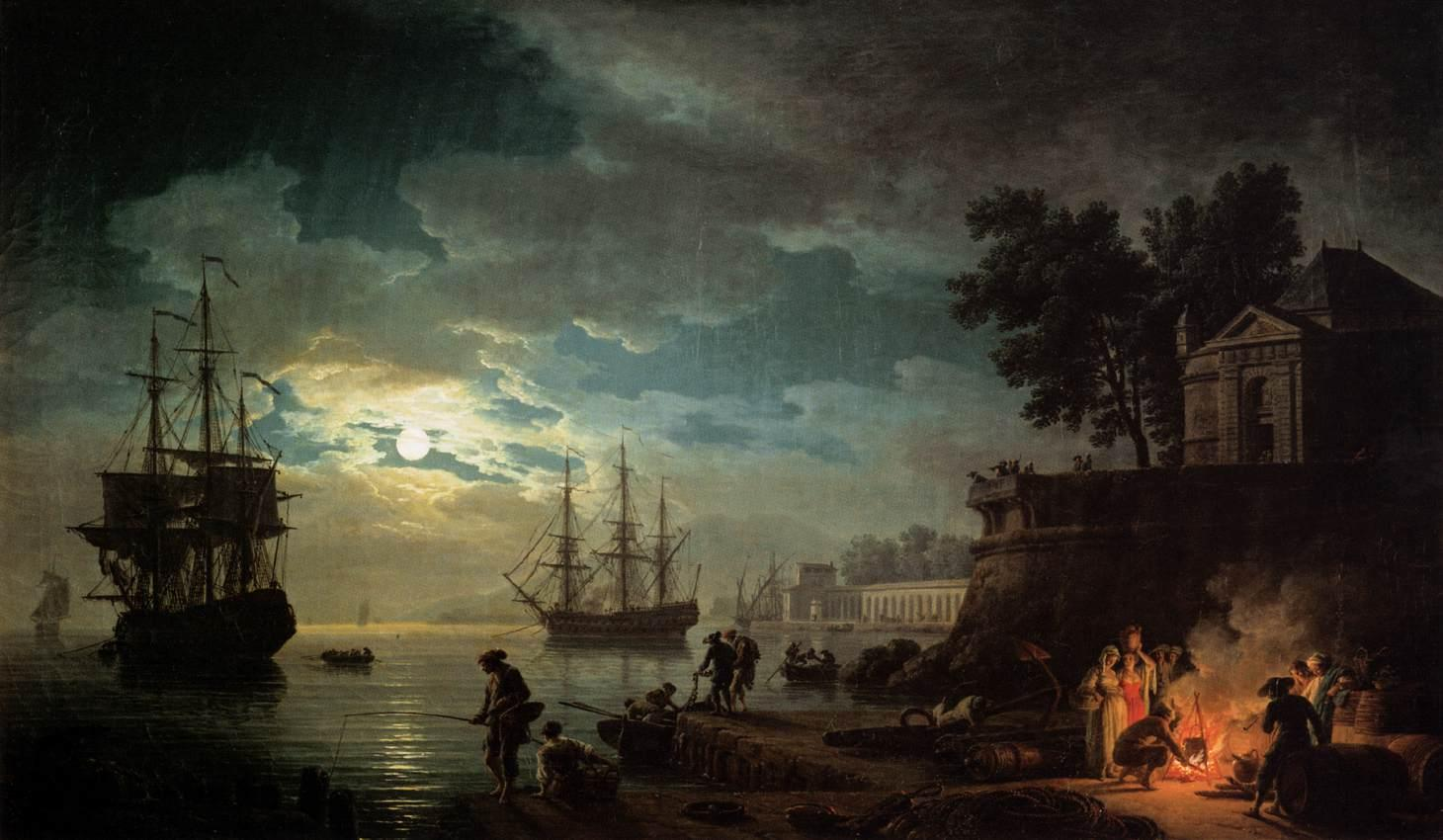
Port marin în lumina Lunii de Claude Joseph Vernet
Noapte înstelată de Vincent van Gogh
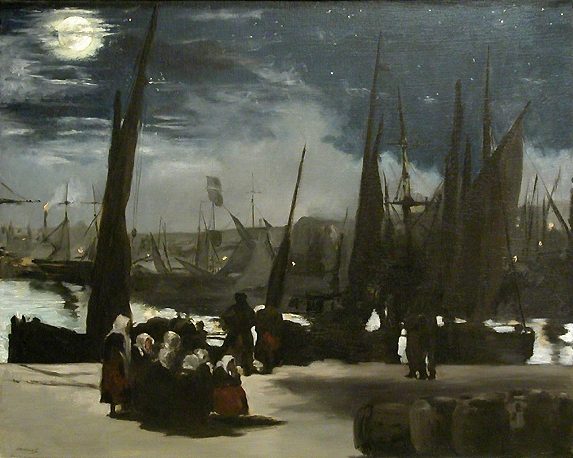
Clar de Lună în portul Boulogne de Édouard Manet
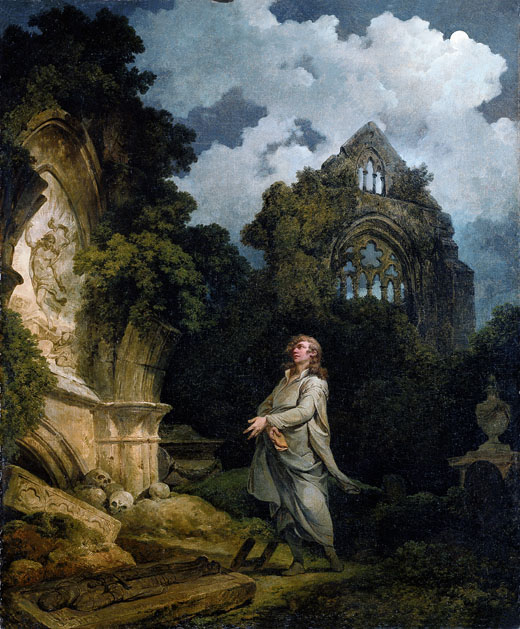
Vizitator într-o curte bisericească luminată de Lună de Philip James de Loutherbourg